# Хоштария, Дмитрий Фомич
Дмитрий Фомич Хошта́рия (груз. დიმიტრი თომას ძე ხოშტარია, псевдоним — Дуту Менгрели, 26 октября 1867, Суджуна, Кутаисская губерния, Российская империя — 13 марта 1938, Тбилиси) — грузинский писатель, поэт и общественный деятель. Муж писательницы Анастасии Эристави-Хоштария (1868—1951).

## Биография
Родился в семье бедного деревенского дьякона Тома Хоштария. Вскоре отец умер, и мать Мариам с маленьким Дмитрием вошла в семью Давида Абашидзе в качестве няни.
Окончил Кутаисскую гимназию и юридический факультет Новороссийского университета в Одессе (1893). Занимал административные должности в Закавказье.
Пережил влияние народнических идей, в дальнейшем, с развитием рабочего движения и классовой борьбы, стал разделять революционные взгляды. Участник ранних социал-демократических кружков в Грузии и революционных событий 1905 года.
В повести «Отдаленные» создал тип студента-борца с правящим режимом.
Подпадал под влияние националистических и буржуазных идей.
После советизации Грузии (1921) принял новую власть.
Начал писать стихи ещё гимназистом, первое стихотворение опубликовал в 1888 году; в 1891 году первый рассказ «Мать и мать», в 1892 году — первую книгу «Наши картины жизни».
Перезахоронен в Дидубийском пантеоне (1968).

## Память
Именем Дуту Менгрели названа улица в Сигнахи.